# Campeonato Mundial de Judo de 1987
El XVIII Campeonato Mundial de Judo se celebró en Essen (RFA) entre el 19 y el 21 de noviembre de 1987 bajo la organización de la Federación Internacional de Judo (IJF) y la Federación Alemana de Judo. 

## Medallistas

### Masculino
| Evento            | Oro                       | Plata                         | Bronce                                                   |
| ----------------- | ------------------------- | ----------------------------- | -------------------------------------------------------- |
| –60 kg            | Kim Jae-Yup Corea del Sur | Shinji Hosokawa Japón         | Kevin Asano Estados Unidos Patrick Roux Francia          |
| –65 kg            | Yosuke Yamamoto Japón     | Yuri Sokolov URSS             | Tamás Bujkó · Hungría · Janusz Pawłowski · Polonia       |
| –71 kg            | Mike Swain Estados Unidos | Marc Alexandre Francia        | Kerrith Brown Reino Unido Toshihiko Koga Japón           |
| –78 kg            | Hirotaka Okada Japón      | Bashir Varayev URSS           | Lee Koai-Hwa · Corea del Sur · Waldemar Legień · Polonia |
| –86 kg            | Fabien Canu Francia       | Pak Jong-Chul Corea del Norte | Masao Murata Japón Densign White Reino Unido             |
| –95 kg            | Hitoshi Sugai Japón       | Theo Meijer · Países Bajos    | Ha Hyung-Joo Corea del Sur Aurélio Miguel Brasil         |
| +95 kg            | Grigori Verichev URSS     | Mohamed Ali Rashwan · Egipto  | Jochen Plate RFA Xu Guoqing China                        |
| Categoría abierta | Naoya Ogawa Japón         | Elvis Gordon Reino Unido      | Jorge Fiz Castro · Cuba · Henry Stöhr · RDA              |

### Femenino
| Evento            | Oro                         | Plata                       | Bronce                                                                    |
| ----------------- | --------------------------- | --------------------------- | ------------------------------------------------------------------------- |
| –48 kg            | Li Zhongyun China           | Fumiko Esaki Japón          | Chou Yu-Ping · China Taipéi · Jessica Gal · Países Bajos                  |
| –52 kg            | Sharon Rendle Reino Unido   | Kaori Yamaguchi Japón       | Dominique Brun · Francia · Alessandra Giungi · Italia                     |
| –56 kg            | Cathérine Arnaud Francia    | Suzanne Williams Australia  | Ann Hughes Reino Unido Regina Philips RFA                                 |
| –61 kg            | Diane Bell Reino Unido      | Lynn Roethke Estados Unidos | Noriko Mochida · Japón · Bogusława Olechnowicz · Polonia                  |
| –66 kg            | Alexandra Schreiber RFA     | Brigitte Deydier Francia    | Roswitha Hartl · Austria · Hikari Sasaki · Japón                          |
| –72 kg            | Irene de Kok · Países Bajos | Ingrid Berghmans · Bélgica  | Barbara Classen RFA Yoko Tanabe Japón                                     |
| +72 kg            | Gao Fenglian China          | Regina Sigmund RFA          | Margaret Castro-Gomez · Estados Unidos · Angelique Seriese · Países Bajos |
| Categoría abierta | Gao Fenglian China          | Ingrid Berghmans · Bélgica  | Karin Kutz RFA Isabelle Paque Francia                                     |

## Medallero
| Núm. | País            | Oro | Plata | Bronce | Total |
| ---- | --------------- | --- | ----- | ------ | ----- |
| 1    | Japón           | 4   | 3     | 5      | 12    |
| 2    | China           | 3   | 0     | 1      | 4     |
| 3    | Francia         | 2   | 2     | 3      | 7     |
| 4    | Reino Unido     | 2   | 1     | 3      | 6     |
| 5    | URSS            | 1   | 2     | 0      | 3     |
| 6    | RFA             | 1   | 1     | 4      | 6     |
| 7    | Estados Unidos  | 1   | 1     | 2      | 4     |
| 7    | Países Bajos    | 1   | 1     | 2      | 4     |
| 9    | Corea del Sur   | 1   | 0     | 2      | 3     |
| 10   | Bélgica         | 0   | 2     | 0      | 2     |
| 11   | Australia       | 0   | 1     | 0      | 1     |
| 11   | Corea del Norte | 0   | 1     | 0      | 1     |
| 11   | Egipto          | 0   | 1     | 0      | 1     |
| 14   | Polonia         | 0   | 0     | 3      | 3     |
| 15   | Austria         | 0   | 0     | 1      | 1     |
| 15   | Brasil          | 0   | 0     | 1      | 1     |
| 15   | Cuba            | 0   | 0     | 1      | 1     |
| 15   | RDA             | 0   | 0     | 1      | 1     |
| 15   | Hungría         | 0   | 0     | 1      | 1     |
| 15   | Italia          | 0   | 0     | 1      | 1     |
| 15   | China Taipéi    | 0   | 0     | 1      | 1     |
|      | TOTAL           | 16  | 16    | 32     | 64    |